# Anything Goes!
Az Anything Goes! című 2. stúdióalbum az amerikai C+C Music Factory 1994. augusztus 9-én megjelent albuma, melyről 4 dalt másoltak ki kislemezre. Az első Do You Wanna Get Funky című dal az egyik vezető slágere volt az albumnak, mely 1. helyezést ért el a Dance / Club Play slágerlistán. A Billboard Hot 100-as listán a 40. helyezést, az R&B listán a 11. helyezést érte el a dalt. A dalban Zelma Davis és Martha Wash vokálozik. A következő dal a Take a Toke a 23. helyezést érte el a Dance / Club Play listán, valamint az R&B listán a 48. helyezést sikerült megszereznie.

## Megjelenések
CD  Kanada Columbia – CK 66160
1. Let's Get Started (Interlude I)	1:26
2. Bounce to the Beat (Can You Dig It)	5:24
3. Do You Wanna Get Funky 4:06
4. I Found Love	6:02
5. A Song Is Just a Song (Interlude II)	0:52
6. Takin' Over	5:37
7. Gonna Love U Over 4:25 Vocals – Deborah Cooper
8. The Mood (Interlude III)	1:04
9. Take a Toke	5:26
10. Just Wanna Chill	4:50
11. All Damn Night	4:44
12. Share That Beat of Love 4:29 Vocals – Audrey Wheeler
13. Hip Hop Express	12:30
14. Robi-Rob's Boriqua Anthem 8:57
15. C + C Has Left the Building (Interlude IV)	0:45
16. The West (Interlude V)	1:44
17. Good or Bad (Interlude VI)	0:30
18. A Moment of Silence for Larry Levan	0:10
19. A Moment of Silence for Chep Nunez	0:10
20. Papermaker 4:30

## Slágerlista
| Slágerlista (1994)          | Legjobb helyezés |
| --------------------------- | ---------------- |
| US Billboard 200            | 106              |
| US Billboard Top R&B Albums | 39               |
| Ausztrália ARIA             | 36               |
| Hollandia Megacharts        | 63               |
| Új-Zéland NZ Top 40         | 25               |
| Svájc Schweizer Hitparade   | 46               |

## Közreműködő előadók
- Művészeti vezető – Nicky Lindeman
- Háttérénekesek – Andrea Hicks, April Allen, Audrey Wheeler, Cindy Mizelle, Craig Derry, Danny Madden, Deborah Cooper, Karen Anderson, Katreese Barnes, Kera Trotter, Tony Terry, Will Downing
- Basszus – Carl James
- Producer – Christopher Joannou (dalok: 1, 5, 8, 15, 16, 17), Stephen Cullo* (dalok: 1, 5, 8, 15, 16, 17)
- Társszerző, dob, ütőhangszerek – Ricky Crespo
- Producer, felvételvezető, dob, mix – Bob Rosa
- Koordinátor – Dwayne Anthony Sykes, Louisa "Weezy" Harris*
- Design – Julian Peploe
- Rendező – Bruce Miller, Paul Logus Jr.*, Rodney Ascue
- Vezető producer – Larry Yasgar
- Gitár – Paul Pesco
- Harmonika – Hugh McCracken
- Kürt – Barry Danielian, Bob Franceschini, Ozzie Melendez
- Logo tervező – Oko+Mano*
- Billentyűzet – Shawn Lucas
- Ének, vokál – Joey Kidd*, Martha Wash
- háttérénekes [háttérének] – Zelma Davis
- háttérénekes [háttérének] – Trilogy
- Ének, producer – Duran Ramos
- Ének, billentyűs hangszerek, háttérének, Voice – David Cole
- Billentyűs hangszerek, háttérvokál, dobok – Robert Clivillés
- Hangok, szinkronhangok – Angel DeLeon
- Menedzsment – Barbara Warren-Pace
- Master – Herb "The Pump" Powers*
- Ütős hangszerek – Bashiri Johnson, Robert Allende
- Fényképezte – Albert Watson, Stephen Danelian
- Hangmérnök, producer – Acar S. Key*
- Írta, mixelte, hangmérnök – Robert Clivillés & David Cole*
- Ének – Brown Man, El General
- Ének – Andre Smith, Colleen Mallon, Julissa, Kaz Silver, Russell Gene Velazquez*, Willie "Bass" Melendez*
- Írták – A. DeLeon* (dalok: 13, 14), R. Clivillés-D.Cole* (dalok: 1, 3 és 5, 7, 8, 10 és 13, 15 és 17), D. Ramos* (dalok: 2, 3, 9 to 13, 20), R. Crespo* (dalok: 2, 13), R. Clivillés* (dalok: 2, 9, 14, 20)